# ربيعة ماتيو
ربيعة أوكينا ماتيو (من مواليد 14 نوفمبر 1996) عارضة فلبينية من أصول هندية وحاملة لقب ملكة جمال ملكة جمال الكون الفلبين 2020. مثلت الفلبين في مسابقة ملكة جمال الكون 2020 وحصلت على المركز الحادي والعشرين في الدور قبل النهائي.

## نشأتها
ولدت ماتيو من والدها الهندي الأمريكي ووالدتها الفلبينية التي انفصلا فيما بعد. درست بكالوريوس العلوم في برنامج العلاج الطبيعي في كلية أطباء إيلويلو وتخرجت بامتياز. اعتبارًا من عام 2020 ، عملت ماتيو في مركز مراجعة في مانيلا كمحاضر ومنسق مراجعة.

## روابط خارجية
- ربيعة ماتيو على إنستغرام